# Équipe de Bohême de hockey sur glace
L'équipe de Bohême de hockey sur glace a participé aux premiers Championnats d'Europe ainsi qu'à des matchs non officiels internationaux. Elle aura dominé les championnats d'Europe en remportant trois tournois en quatre participations.

## Historique

### La Coupe Chamonix
Le premier match officiel de l'équipe a lieu en 1909 et les joueurs sélectionnés pour représenter la Bohême découvrent alors les crosses de hockey canadiennes. Ils sont alors plus habitués à jouer au bandy. Les huit joueurs de l'équipe sont surnommés par la suite Mušketýři s hokejkou, en français les mousquetaire du hockey.
Le tournoi est la première compétition internationale organisée par la Ligue Internationale de Hockey sur Glace et il a lieu à Chamonix. Le premier match de l'histoire de l'équipe est joué contre le Club des patineurs de Paris représentant l'équipe de France et le CPP s'impose sur la marque de 8 buts à 1, le but de l'équipe de Bohème est inscrit par Jan Palouš. Lors des matchs suivants, les Bohémiens perdent tour à tour contre le Club des patineurs de Lausanne, contre Prince's Club puis contre la Fédération des patineurs de Belgique.
Les résultats de l'équipe sont les suivants :
| 23 janvier 1909 | CP Paris | 8-1 (5-0, 3-1) | Bohême |  |

| Feuille de match | Feuille de match                   | Feuille de match | Feuille de match | Feuille de match |
| ---------------- | ---------------------------------- | ---------------- | ---------------- | ---------------- |
|                  | Lacroix × 2 Blayn × 4 de Rauch × 2 |                  | J. Palouš        |                  |
|                  |                                    |                  |                  |                  |
|                  |                                    |                  |                  |                  |
|                  |                                    |                  |                  |                  |

| 24 janvier 1909 | CP Lausanne | 8-2 (2-1, 6-1) | Bohême |  |

| Feuille de match | Feuille de match          | Feuille de match | Feuille de match    | Feuille de match |
| ---------------- | ------------------------- | ---------------- | ------------------- | ---------------- |
|                  | Berdès × 3 Max Sillig × 5 |                  | J. Palouš O. Vindyš |                  |
|                  |                           |                  |                     |                  |
|                  |                           |                  |                     |                  |
|                  |                           |                  |                     |                  |

| 24 janvier 1909 | Prince's Club | 11-0 (4-0, 7-0) | Bohême |  |

| Feuille de match | Feuille de match                  | Feuille de match | Feuille de match | Feuille de match |
| ---------------- | --------------------------------- | ---------------- | ---------------- | ---------------- |
|                  | Duden × 6 A. Macklin × 3 Stonor 2 |                  | -                |                  |
|                  |                                   |                  |                  |                  |
|                  |                                   |                  |                  |                  |
|                  |                                   |                  |                  |                  |

| 25 janvier 1909 | FP de Belgique | 4-1 (2-0, 2-1) | Bohême |  |

| Feuille de match | Feuille de match       | Feuille de match | Feuille de match | Feuille de match |
| ---------------- | ---------------------- | ---------------- | ---------------- | ---------------- |
|                  | Verbeyst × 3 M. Deprez |                  | J. Jarkovský     |                  |
|                  |                        |                  |                  |                  |
|                  |                        |                  |                  |                  |
|                  |                        |                  |                  |                  |

### Le tournoi international de Berlin
Quelques mois après la Coupe de Chamonix, une nouvelle sélection de joueurs de Prague participe au Tournoi de Berlin en Allemagne entre le 4 et le 6 mars. Trois équipes allemandes complètent le tableau des quatre équipes participant au premier tour et encore une fois les joueurs de Bohême sont éliminés dès ce premier tour.
| 5 mars 1909 | Berliner Schlittschuhclub | 7-2 (4-1, 3-1) | Bohême |  |

| Feuille de match | Feuille de match | Feuille de match | Feuille de match | Feuille de match |
| ---------------- | ---------------- | ---------------- | ---------------- | ---------------- |
|                  |                  |                  |                  |                  |
| W. Bliesener     | Gardiens         | J. Gruss         |                  |                  |
|                  |                  |                  |                  |                  |
|                  |                  |                  |                  |                  |

### Les championnats d'Europe

#### Berlin, 1911
Par la suite, la Bohême participe au second championnat d'Europe en 1911, championnat qui se joue en Allemagne sur la glace artificielle de l'Eispalast de Berlin. Pour pouvoir venir jouer, la fédération de hockey bohémienne réalise une collecte mais les joueurs de l'équipe sont également mis à contribution. Ils arrivent dans la nuit à Berlin mais cela ne les gêne pas pour battre les Suisses puis les Allemands quelques heures plus tard. Le troisième match est également un succès pour les joueurs de Bohême avec une victoire contre les Belges. Ils sont les seuls à avoir gagné les trois matchs et ils remportent donc leur premier succès international.
| 15 février 1911 | Bohême | 13-0 (8-0, 5-0) | Suisse |  |

| Feuille de match | Feuille de match                                               | Feuille de match | Feuille de match | Feuille de match |
| ---------------- | -------------------------------------------------------------- | ---------------- | ---------------- | ---------------- |
|                  | J. Jarkovský × 5 J. Jirkovský × 3 J. Šroubek × 3 O. Vindyš × 2 |                  |                  |                  |
| J. Hamáček       | Gardiens                                                       | Ammann           |                  |                  |
|                  |                                                                |                  |                  |                  |
|                  |                                                                |                  |                  |                  |

| 15 février 1911 | Allemagne | 1-4 (1-1, 0-3) | Bohême |  |

| Feuille de match | Feuille de match | Feuille de match | Feuille de match                         | Feuille de match |
| ---------------- | ---------------- | ---------------- | ---------------------------------------- | ---------------- |
|                  | ?                |                  | J. Jarkovský × 2 J. Jirkovský J. Šroubek |                  |
| W. Bliesener     | Gardiens         | J. Hamáček       |                                          |                  |
|                  |                  |                  |                                          |                  |
|                  |                  |                  |                                          |                  |

| 17 février 1911 | Bohême | 3-0 (2-0, 1-0) | Belgique |  |

| Feuille de match | Feuille de match              | Feuille de match            | Feuille de match | Feuille de match |
| ---------------- | ----------------------------- | --------------------------- | ---------------- | ---------------- |
|                  | J. Jarkovský × 2 J. Jirkovský |                             | -                |                  |
| J. Hamáček       | Gardiens                      | R. van der Straeten-Ponthoz |                  |                  |
|                  |                               |                             |                  |                  |
|                  |                               |                             |                  |                  |

#### Prague, 1912
La troisième édition du championnat d'Europe se joue à Prague dans la patinoire du Slavia Praha. Seulement trois nations participent à ce championnat d'Europe, mais malgré tout, l'enthousiasme autour des matchs est présent avec près de 5 000 spectateurs. C'est la première participation de l'Autriche même si cette participation entraîne par la suite des complications.
En effet, l'Autriche a seulement demandé sa participation au tournoi et son inscription auprès de la LIHG le 14 janvier. La décision n'est pas donnée avant le début du championnat mais l'Autriche décide de participer quand même. L'autorisation arrive le 18 mars mais quatre jours plus tard les instances supérieures du hockey mondial décident d'annuler les résultats du tournoi. De plus lors du match contre l'Allemagne, le chronométreur officiel du match bouge le but allemand afin que le palet franchisse la ligne de but. Le but est validé par l'arbitre tchèque même si Emil Procházka, le président de la Fédération de République tchèque de hockey sur glace, la Český svaz ledního hokeje, avait annoncé que le but n'était pas valable.
| 2 février 1912 | Bohême | 5-0 (2-0, 3-0) | Autriche | Zimní Stadion Eden 5 000 spectateurs |

| Feuille de match | Feuille de match                                                                           | Feuille de match | Feuille de match | Feuille de match |
| ---------------- | ------------------------------------------------------------------------------------------ | ---------------- | ---------------- | ---------------- |
|                  | J. Jarkovský - 6e J. Jarkovský - 13e O. Vindyš - 30e J. Jirkovský - 33e J. Jirkovský - 37e |                  | -                |                  |
| K. Wälzer        | Gardiens                                                                                   | ?                |                  |                  |
|                  |                                                                                            |                  |                  |                  |
|                  |                                                                                            |                  |                  |                  |

| 4 février 1912 | Bohême | 2-2 (1-1, 1-1) | Allemagne | Zimní Stadion Eden 5 000 spectateurs |

| Feuille de match | Feuille de match                 | Feuille de match | Feuille de match         | Feuille de match    |
| ---------------- | -------------------------------- | ---------------- | ------------------------ | ------------------- |
|                  | O. Vindyš - 10e J. Šroubek - 39e |                  | Martin - 19e Lange - 32e | Arbitrage : Herites |
| K. Wälzer        | Gardiens                         | ?                |                          | Arbitrage : Herites |
|                  |                                  |                  |                          | Arbitrage : Herites |
|                  |                                  |                  |                          | Arbitrage : Herites |

#### Munich, 1913
Le tournoi de 1913 débute encore une fois avec un problème entre l'Allemagne et la Bohême. Cette dernière fait en effet officiellement partie de l'Autriche-Hongrie et pourtant deux équipes différentes sont présentes : une équipe de Bohême et une équipe d'Autriche. Les Allemands portent alors réclamation mais la procédure n'aboutit pas, le jeu des Bohémiens étant fortement apprécié du public.
| 25 janvier 1913 | Bohême | 4-4 (0-1, 4-3) | Belgique |  |

| Feuille de match | Feuille de match           | Feuille de match | Feuille de match | Feuille de match |
| ---------------- | -------------------------- | ---------------- | ---------------- | ---------------- |
|                  | J. Jirkovský × 3 J. Palouš |                  | ?                |                  |
| J Peka           | Gardiens                   | ?                |                  |                  |
|                  |                            |                  |                  |                  |
|                  |                            |                  |                  |                  |

| 26 janvier 1913 | Allemagne | 2-4 (0-2, 2-2) | Bohême |  |

| Feuille de match | Feuille de match | Feuille de match | Feuille de match           | Feuille de match |
| ---------------- | ---------------- | ---------------- | -------------------------- | ---------------- |
|                  | ?                |                  | O. Vindyš × 3 J. Jirkovský |                  |
| ?                | Gardiens         | J Peka           |                            |                  |
|                  |                  |                  |                            |                  |
|                  |                  |                  |                            |                  |

| 27 janvier 1913 | Bohême | 7-0 (2-0, 5-0) | Autriche |  |

| Feuille de match | Feuille de match                                           | Feuille de match | Feuille de match | Feuille de match |
| ---------------- | ---------------------------------------------------------- | ---------------- | ---------------- | ---------------- |
|                  | J. Jirkovský × 2 J. Jarkovský × 2 J. Šroubek × 2 O. Vindyš |                  | -                |                  |
| J Peka           | Gardiens                                                   | ?                |                  |                  |
|                  |                                                            |                  |                  |                  |
|                  |                                                            |                  |                  |                  |

#### Berlin, 1914
Ce championnat s'est déroulé quelques mois avant le début de la Première Guerre mondiale et il n'y aura pas de championnat jusqu'en 1921. Trois équipes seulement participent à cette dernière édition et chaque équipe ne joue donc que deux matchs. Les Bohémiens vont remporter leurs deux confrontations en ne prenant qu'un seul but. Jaroslav Jirkovský fait sensation inscrivant six buts lors du premier match et Karel Pešek en inscrit trois autres pour une victoire 9-1 contre les Belges.
| 25 février 1914 | Bohême | 9-1 (4-0, 5-1) | Belgique |  |

| Feuille de match     | Feuille de match              | Feuille de match | Feuille de match | Feuille de match |
| -------------------- | ----------------------------- | ---------------- | ---------------- | ---------------- |
|                      | J. Jirkovský × 6 K. Pešek × 3 |                  | M. Deprez        |                  |
| Pondělíček ou Wälter | Gardiens                      | ?                |                  |                  |
|                      |                               |                  |                  |                  |
|                      |                               |                  |                  |                  |

| 27 février 1914 | Allemagne | 0-2 (4-0, 5-1) | Bohême |  |

| Feuille de match | Feuille de match | Feuille de match     | Feuille de match      | Feuille de match |
| ---------------- | ---------------- | -------------------- | --------------------- | ---------------- |
|                  | -                |                      | J. Páral J. Jirkosvký |                  |
| ?                | Gardiens         | Pondělíček ou Wälter |                       |                  |
|                  |                  |                      |                       |                  |
|                  |                  |                      |                       |                  |

#### Synthèse des résultats
Les résultats aux championnats d'Europe sont les suivants :
| Année | Classement                | PJ | V | N | D | BP | BC |
| ----- | ------------------------- | -- | - | - | - | -- | -- |
| 1911  | Médaille d'or, Europe     | 3  | 3 | 0 | 0 | 20 | 1  |
| 1912  | Médaille d'or, Europe     | 2  | 1 | 1 | 0 | 6  | 1  |
| 1913  | Médaille d'argent, Europe | 3  | 2 | 1 | 0 | 25 | 10 |
| 1914  | Médaille d'or, Europe     | 2  | 2 | 0 | 0 | 11 | 1  |

Le tournoi de 1912 ayant par la suite été annulé en raison d'un vice de procédure au moment de l'inscription de l'Autriche, le bilan de l'équipe est donc de deux médailles d'or et une d'argent en trois participations.

### Autres compétitions
Hormis ces tournois européens, l'équipe de Bohême a également disputé des matchs contre d'autres nations et ainsi, les belges s'inclinent en janvier 1914 sur le score de 17 buts à 0 contre la Bohême, plus large victoire de la Bohême dans son histoire.
À la suite de la Première Guerre mondiale, l'empire d'Autriche-Hongrie est affaibli politiquement et défait militairement, les tchèques sont alors prêts à prendre et leur revanche et leur indépendance : le 30 octobre 1918, le Conseil national tchécoslovaque annonce la création d’un État tchécoslovaque indépendant. En 1919, le traité de Saint-Germain-en-Laye établit le dépeçage de l'Autriche-Hongrie et valide la création, en octobre 1918 de la Première République tchécoslovaque.
L'équipe nationale de Bohême ne jouera alors plus de match officiel international et l'équipe de Tchécoslovaquie prend sa place dès les Jeux olympiques de 1920.
En 1940, après la scission du pays et la création du protectorat de Bohême-Moravie, des matchs amicaux ont lieu contre l'Allemagne, la Hongrie, l'Italie et la Slovaquie,.

## Joueurs de l'équipe
Cette section présente les anciens joueurs de l'équipe de Bohême qui ont participé aux compétitions internationales.

### 1909
Coupe Chamonix
- Josef Gruss (G)
- Antonín Topůček (G)
- Boleslav Hammer
- Jan Fleischmann
- Ctibor Malý
- Jaroslav Jarkovský (1 but)
- Jan Palouš (2 buts)
- Otakar Vindyš (1 but)

Tournoi de Berlin
- Josef Gruss (G)
- Jan Fleischmann
- Fallyn
- Jan Palouš (1 but)
- Jaroslav Jarkovský (1 but)
- Otakar Vindyš
- Ctibor Malý

### 1911
Champions d'Europe
- Jan Hamáček (G)
- Otakar Vindyš (2 buts)
- Jan Palouš
- Jan Fleischmann
- Jaroslav Jirkovský (5 buts)
- Jaroslav Jarkovský (9 buts)
- Josef Rublič
- Josef Šroubek (4 buts)
- Miloslav Fleischmann

Josef Laufer et Emil Procházka sont les entraîneurs.

### 1912
- Karel Wälzer (G)
- Jan Palouš
- Otakar Vindyš (2 buts)
- Jan Fleischmann
- Jaroslav Jarkovský (3 buts)
- Josef Rublič
- Jaroslav Jirkovský (1 but)
- Miloslav Fleischmann
- Josef Šroubek (1 but)

### 1913
Vice-champions d'Europe
- Jan Peka (G)
- Jan Palouš (1 but)
- Otakar Vindyš (4 buts)
- Jan Fleischmann
- Jaroslav Jirkovský (6 buts)
- Jaroslav Jarkovský (2 buts)
- František Rublič
- Josef Šroubek (2 buts)
- Miloslav Fleischmann

### 1914
Champions d'Europe
- Karel Wälzer (G)
- Václav Pondělíček (G)
- Jan Palouš
- Josef Loos
- Jan Fleischmann
- Jaroslav Jirkovský (7 buts)
- František Rublič
- Karel Pešek (3 buts)
- Josef Páral (1 but)